# Iwan Uschewytsch
Iwan Petrowytsch Uschewytsch (ukrainisch Іван Петрович Ужевич, wiss. Transliteration Ivan Petrovyč Uževyč, belarussisch Іван Ужэвіч, wiss. Transliteration Ivan Užėvič; polnisch Jan Użewicz; er selbst schrieb seinen Namen Іωаннъ Ужевичъ Словянинъ, Ioannes Usevicius Sclavonus, Ioannes Ugevicius Sclavonus oder Jan Użewic; in der Matrikel der Krakauer Universität steht er als Ioannes Petri Uzewicz; * zweites Jahrzehnt des 17. Jahrhunderts; † nach 1645), ruthenischer Grammatiker.
Über Uschewytschs Biographie ist sehr wenig bekannt. Seit 1637 studierte er an der Krakauer Universität, 1643 war er Theologiestudent an der Pariser Sorbonne. Er schrieb eine 1641 gedruckte polnische Ode anlässlich der Hochzeit eines gewissen Aleksander Przyłęcki mit Ewa Rupniowa. Bekannt wurde Uschewytsch für die Geschichte der ukrainischen und der belarussischen Sprache als Autor der ersten Grammatik einer ostslawischen Sprache.

## DieGrammatica sclavonica
Von der in lateinischer Sprache verfassten Grammatica sclavonica sind zwei Handschriften erhalten: Die „Pariser Handschrift“ von 1643 und die „Arras’sche Handschrift“ von 1645 (beide benannt nach ihrem heutigen Aufbewahrungsort; die erste der beiden ist laut Titelblatt in Paris entstanden, auf der zweiten ist kein Entstehungsort angegeben). Beide Handschriften wurden 1970 in einer wissenschaftlichen Edition zugänglich gemacht. Uschewytschs Werk, das von der Polnisch-Grammatik Polonicae grammatices institutio (1568) von Piotr Stojeński (Petrus Statorius) und von Meleti Smotryzkys kirchenslawischer Grammatik Gramatiki slavenskija pravilnoje syntagma (1619) beeinflusst zu sein scheint, ist die einzige bekannte Grammatik der ruthenischen Sprache des 16. und 17. Jahrhunderts, des Vorläufers der modernen ukrainischen und belarussischen Sprache. Der Autor selbst nennt diese Sprache „lingua popularis“ („Volkssprache“). Die Grammatik ist damit gleichzeitig die erste einer ostslawischen Sprache (im Gegensatz zu den im ostslawischen Bereich bereits existierenden Grammatiken des Kirchenslawischen, das Uschewytsch „lingua sacra“, also „heilige Sprache“, nennt).
Sowohl ukrainische als auch belarussische Sprachwissenschaftler haben zu zeigen versucht, dass die Grammatik Uschewytschs zu ihrer eigenen Sprachgeschichte gehört und nicht zu der des jeweils anderen Volkes. So haben Iwan Bilodid (1972), Mychailo Schowtobrjuch (1976) und Wassyl Nimtschuk (1985) die „ukrainischen“ Merkmale von dessen Sprache betont, während Alexander Sobolewski (1906), Vatroslav Jagić (1907), James Dingley (1972) und Yuriy Shevelov (1979) deren „belarussischen“ Aspekte unterstrichen haben. Olexa Horbatsch (1967) nimmt an, dass Uschewytsch aus dem heutigen ukrainisch-belarussischen Grenzgebiet stammte, das damals natürlich noch kein Grenzgebiet war. Die Grammatik enthält eine Reihe von parallelen Formen, von denen jeweils eine Bestandteil des heutigen belarussischen und die andere Bestandteil des heutigen ukrainischen Standards ist (z. B. finden sich dort für ‘was’ sowohl що/schtscho wie im heutigen Ukrainisch als auch што/schto wie im heutigen Belarussisch). Dies zeigt, dass Uschewytsch in seiner Grammatik nicht seinen eigenen Dialekt, sondern eine gemeinsame, zumindest teilweise standardisierte ruthenische Sprache beschreiben wollte.
Uschewytschs Grammatik offenbart einen deutlichen vergleichenden Ansatz. Vermutlich in diesem Zusammenhang ist sein allgemein gehaltener Titel „Grammatica sclavonica“ (statt etwa „ruthenica“) zu verstehen. So scheint vieles, was Uschewytsch über das Ruthenische schreibt, auch für das Kirchenslawische zu gelten, und wo sich die beiden Idiome unterscheiden, führt er oft spezifische Informationen über das Kirchenslawische an. Außerdem enthält die Grammatik Kommentare zu Unterschieden im Polnischen, Tschechischen, Mährischen und Kroatischen, und er führt das Vaterunser auf Kirchenslawisch, Ruthenisch und Kroatisch (in glagolitischer Schrift) an.
Wie in jener Zeit zu erwarten, sind an der Grammatik die Schwierigkeiten abzulesen, die sich aus der Übertragung der lateinischen Grammatik auf eine ganz andere Sprache ergeben. So gibt es auf der einen Seite lange Tabellen sehr konstruierter Verbformen ohne jede praktische Relevanz für das Ruthenische, z. B. den Optativ Plusquamperfekt бодай бымъ былъ кова́лъ ‘oh hätte ich gekocht gehabt!’ (Arras, 452). Auf der anderen Seite kennt Uschewytsch keinen Lokativ und versucht die Endungen dieses im Lateinischen nicht vorhandenen Falls, die manchmal denen des Dativs und manchmal denen des Instrumentals („Ablativs“) ähneln, als „casus vagabundi“ („umherwandernde Fälle“, Arras, 332-341) zu erklären.

## Rozmova · Besěda
Wie Helmut Keipert (2001) gezeigt hat, ist auch die anonyme und undatierte Handschrift mit dem Titel „Rozmova“ bzw. „Besěda“ (die Sprachwissenschaftler bisher fälschlich dem Ende des 16. Jahrhunderts zugeordnet hatten) ein Autograph Iwan Uschewytschs. Wie auch die erste Handschrift der Grammatik wird es heute in der Französischen Nationalbibliothek in Paris aufbewahrt. Die Handschrift ist eine parallele Übersetzung des populären Gesprächsbuchs Colloquia et dictionariolum von Noël de Berlaimont ins Ruthenische und ins Kirchenslawische. Die linke, ruthenische Spalte jeder Seite trägt die Überschrift „Popularis“, die rechte, kirchenslawische den Titel „Sacra“. Möglicherweise hatte diese Handschrift den Zweck, den in der Grammatik erwähnten Unterschied zwischen „Volkssprache“ und Kirchenslawisch in der Praxis zu demonstrieren. In jedem Fall ergänzt das Gesprächsbuch die „Grammatica sclavonica“, die, da sie auf Latein geschrieben ist, selbst nur relativ wenig Material in ruthenischer Sprache enthält. Zudem enthält es sehr alltägliche, umgangssprachliche Dialoge – nicht zuletzt diese machten den Berlaimont zum populärsten Sprachführer aller Zeiten (er wurde zwischen dem Anfang des 16. und dem Ende des 19. Jahrhunderts über 150-mal in ganz Europa nachgedruckt, in Versionen von zwei bis acht parallel angeordneten Sprachen!).
Die Handschrift wurde 2005 durch eine wissenschaftliche Edition zugänglich gemacht, die außerdem die lateinische Übersetzungsvorlage von 1613 und eine Übersetzung desselben Textes ins Polnische aus einem Warschauer Druck von 1646 enthält.

## Werke
- Obraz cnoty y sławy w przezacney fámiliey Ich MM. PP. Przyłęckich, wiecznemi czásy nieodmiennie trwájący. Ná wesoło fortunny akt małżeński przezacnych małżonkow Jego Mośći P. Alexandra z Przyłęka Przyłęckiego, y Jey Mośći Panny Ewy z Rupniowa Rupniowskiey, Aońskim piorem odrysowány y ná ućiechę nowemu Stadłu ofiarowány przez Jana Użewica sławney Akademiey Krákowskiey Studenta (Kraków 1641, 19 Seiten). Nachdruck und deutsche Übersetzung in: Bunčić 2006, S. 571–583.
- Grammatica sclavonica (Paris 1643; ohne Ort 1645).
- Rozmova · Besěda (ohne Ort, Mitte 17. Jh.). Nachdruck in: Bunčić & Keipert 2005.